# Ivánka Katalin
Ivánka Katalin designer, vállalkozó, az Ivanka márka illetve az Ivanka Factory Zrt. alapítója, tulajdonosa és kreatív igazgatója.
Az Eötvös Loránd Tudományegyetemen szerzett jogi diplomát.  Férjével és üzlettársával, Ivánka Andrással 2003-ban alapították az Ivanka Stúdió és Beton Üzemet. A vállalkozást azzal a céllal indították, hogy bebizonyítsák, a beton az építőipari alapanyag funkciójából kilépve a tárgykultúrában, esztétikus design tárgyak anyagaként is megállja a helyét. A designer-beton cég mára nemzetközileg elismert designstúdióvá vált, és jelentős szakmai elismerésekben részesült.

## Az Ivanka
Az Ivánka András és Ivánka Katalin által alapított designer-beton cég, az Ivanka Stúdió egyedülálló technológiát alkalmazva burkolatokat, bútorokat, design tárgyakat és divattermékeket állít elő. Az innovatív szemléletű vállalkozás minden projektje újjáértelmezi a betont, a cég kreatív műhely és egyben építőipari gyár. Az Ivanka első jelentős nemzetközi sikerét a Seeyou síremlékkel vívta ki magának. Keresett terméke a Flaster, a színezett beton lapokból álló kül- és beltéri burkolatcsalád, valamint a ConcreteGenezis névre keresztelt, különleges eljárással készült cement-textil ruhakollekció. Ügyfeleik közt mára olyan nevek szerepelnek, mint a Vodafone, a londoni Liberty áruház, a Levi’s, az Yves Saint-Laurent vagy a G-Star Raw.

## Idézetek
„Mindkettőnk számára adódott egy lehetőség, hogy Amerikában kezdjük meg karrierünket, de mi szerettünk volna Magyarországon maradni. Mivel megvolt bennünk az ambíció, hogy saját vállalkozásba kezdjünk, folyamatosan ötleteltünk, hogy mibe is fogjunk, mi az a terület, ami nemcsak kihasználható piaci rést kínál, de amit kellő elhivatottsággal is művelhetünk. Arra jutottunk, hogy a beton építészeti, belsőépítészeti új felhasználása, az anyag rehabilitációja komoly kihívás és fontos feladat ebben az országban.” (2011)
„A beton ma már egy olyan anyag, amiből folyamatosan új innovációk jönnek ki. Azokból az építőipari alkalmazásokból, amikből épített környezetünk nagy része felépül, a beton bekerült a belsőépítészet, a design tárgyak és különböző meglepő felhasználási területek világába, mint a divat, vagy akár a gasztronómia. Egyre kisebb léptékű, egyre részletgazdagabb tárgyakat tudunk belőle formálni.” (2012)